# 多良川おもしろ文化講座
『多良川おもしろ文化講座』（たらがわおもしろぶんかこうざ）は、RBCiラジオの沖縄方言講座番組。
放送時間は毎週月曜 - 金曜 18時15分 - 18時20分（日本標準時）。2003年までは、ナイターシーズン中には月曜のみの放送かつ18時30分までの放送となっていた。提供は、宮古島の泡盛メーカーである多良川。

## 出演者

### 2017年時点
- 八木政男[1]
- 仲村美涼 - 8代目アシスタント[1]

### 過去
すべて八木政男の相手役。
- 伊佐まり子
- 末吉甘奈
- 小林真樹子
- 伊良波さゆき
- 宮城杏里